# 美國駐日本大使館
美國駐日大使館（英語：Embassy of the United States in Tokyo）是美國在日本東京都設置的外交代表機構。

## 資訊

### 位置
美國大使館地址為東京都港區赤坂一丁目10番5號，與千代田區內，日本國會所在的永田町和日本政府各部會雲集的霞關均距離不遠。最近的車站是使館正門西北方的東京地下鐵溜池山王站，銀座線和南北線均可直達。
在大使館東側有一條稱作「靈南坂」（霊南坂）的坡道，而這條街在日本有時會用來當成美國大使館的代稱。

### 業務與近況
美國駐日大使館與華盛頓的日本駐美大使館同為美日關係中的重要機構。除了與日本官方單位的互動、資訊交換之外，主要就是支援在日美國公民與國民、提供外交服務與緊急援助等，也辦理日本國民及第三國在日人士的赴美簽證申請。更廣泛的業務範圍還包括美國文化推廣、觀光促進及其他事務。近年來，涉及的重要課題包括了狂牛症爭議期間的美牛進口、駐日美軍重編等。
除了東京的大使館外，美國在日本還設有大阪、札幌、那霸的總領事館，以及福岡和名古屋的領事館，均由東京大使館管轄。
2013年8月12日，駐日大使約翰·魯斯卸任回國，副館長唐偉康擔任臨時代辦。10月16日，確定由卡洛琳·甘迺迪接任駐日大使。
2017年1月18日，駐日大使甘迺迪卸任回國。之後美國第45任總統唐納德·特朗普任命其過渡團隊成員、商界出身的威廉·哈格蒂接任駐日大使，日本也同意此任命，哈格蒂於9月1日在皇居向日本天皇明仁呈交國書。
2019年7月22日，駐日大使哈格蒂卸任回國，副館長楊舟擔任臨時代辦。接著先後歷經尼可拉斯·希爾、谷立言兩任代理大使。
2022年2月1日，拉姆·伊曼纽尔抵任為第31任美國駐日本大使。
2025年1月15日，駐日大使伊曼紐爾卸任回國，再由楊舟代理。4月18日，正式由喬治·愛德華·格拉斯接任駐日大使。

## 歷史

### 大使館之前的美國駐日機構

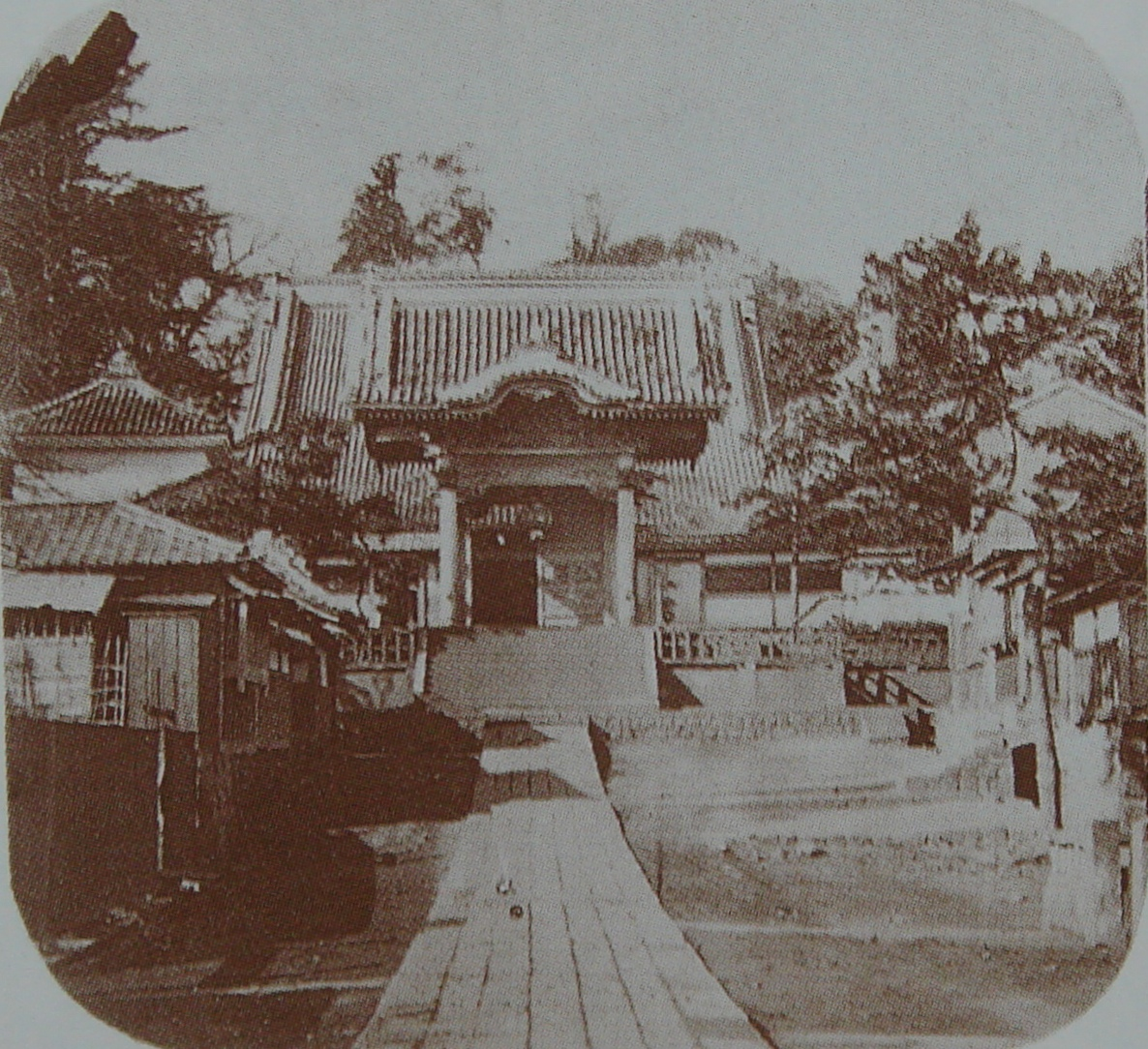
善福寺，美國第一代駐日總領事館。

美國於1859年在江戶開設第一座總領事館，由汤森·哈里斯為首任總領事。設置在元麻布地區的善福寺裡。1875年，館址遷移到築地一帶、接近隅田川的一塊外籍人士居住區，目前該地已建為聖路加花園大樓。1890年時，才遷到目前大使館的所在地。
1905年以後，在日俄战争中獲得勝利的日本已逐漸被西方列強視為地位平等的國家，而陸續將其駐日外交機構升級。1906年1月，美國駐日公使館正式升格為美國駐日大使館。

### 二戰至今

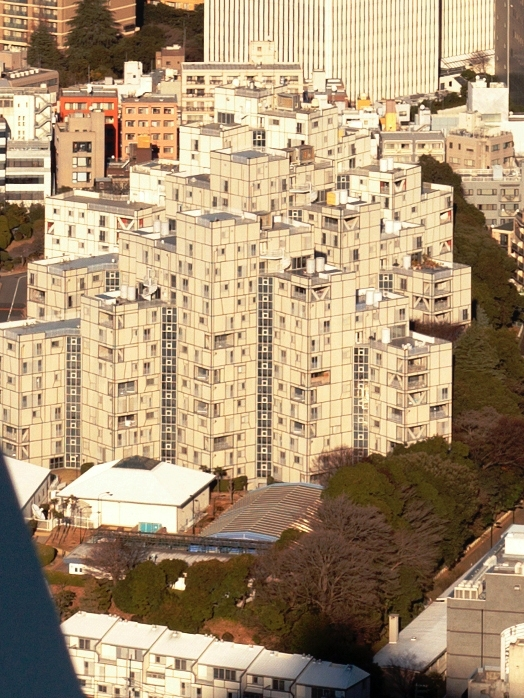
六本木二丁目的美國大使館職員住宅群。

1941年12月8日珍珠港事件開啟了太平洋戰爭之後，美國駐東京大使館很快就跟著關閉，使館雇員（包括武官）都被扣留在使館院區內。1942年，在瑞士和西班牙政府的協助下，美國和日本政府達成協議。日本交還美國大使館職員在內的1,450名外國人，眾人在6月18日陸續登上蒸汽船「淺間丸」，經香港、越南西貢、新加坡，再穿過巽他海峽，目的地是葡屬東非(現今的莫桑比克)首都馬普托，兩國於當地互換公民和使節。在8月25日，他們回到紐約。
1945年二戰結束、盟軍進佔日本後，由於掌管日本行政的佔領軍機構——盟軍最高司令部是直接由美軍組成的，因此仍沒有恢復美國大使館的營運。直到舊金山和約的簽訂使日本重新成為主權國家、進而重建對各國的邦交後，美國駐日大使館才於1952年4月28日再度開張。
1976年，由美國建築師諾瑪·梅里克·斯科拉里克設計的館舍竣工，並持續使用到今天。

### 地租爭議
目前由美國駐日大使館使用、約13,000平方公尺的街區，是自1890年起便持續承租的日本國有地。2007年時，《讀賣新聞》報導稱美國聯邦政府自1998年起即積欠日方將近10年份的用地租金。這是由於日方因應物價上漲，將地租調高為原10倍的250萬日元（1993年至1997年的平均值），使美國方面不滿，以「根據1896年契約書裡對漲價幅度的規定，不能接受如此的大幅調漲」為由，而拒絕支付。在此之前，美日兩國於1974年、1983和1998年即三度為了價錢而派員會面商討，但到1998年都未能達成共識。在美國拒繳地租後，談判更是陷入僵局。
實際上，每年250萬元的數據，無論是相較於赤坂一帶的地價，還是與其他國家駐日使館的付款對比，都已顯得低廉。例如英國駐日大使館為了使用其在皇居護城河旁佔地35,000平方公尺的使館院區，而必須繳納每年達3,500萬日元的租金。日本外務大臣麻生太郎表示「這樣的價格已有失公允。將會適當檢視此事件，並（與美方）進行商討」。
到該年12月7日時，美國才同意將累積至7,000萬日元的欠款償清，並願接受兩國對今後租金調漲而達成的共識（協議內容表示1998～2007年間每年700萬的租金、至2008～2012年間調為1,000萬、2013～2027年間增至1,500萬）。除該事件之外，在其他同樣透過租賃而獲得用地的駐日大使館中，沒有更多逾期未繳租金的案例。

## 外部連結
- U.S. Embassy & Consulates in Japan （页面存档备份，存于）
- 在日米国大使館と領事館 （页面存档备份，存于）